# Castiglione del Lago
Castiglione del Lago är en ort och kommun i provinsen Perugia i regionen Umbrien i Italien. Kommunen hade 15 423 invånare (2018).